# My Life (J. Cole, 21 Savage e Morray)
My Life (reso graficamente m y . l i f e) è un singolo del rapper statunitense J. Cole, del rapper britannico 21 Savage e del rapper statunitense Morray, pubblicato il 28 maggio 2021 come terzo estratto dal sesto album in studio di J. Cole The Off-Season.

## Descrizione
Il brano è stato prodotto da J. Cole, Jake One e Wu10 e scritto da J. Cole e 21 Savage. Contiene interpolazioni tratte da The Life di Styles P e Pharoahe Monch.

## Tracce
Testi di Jermaine Cole, Shéyaa Abraham-Joseph e Morae Ruffin, musiche di J. Cole, Jake One e Wu10.
1. My Life (con 21 Savage e Morray) – 3:38

## Classifiche
| Classifica (2021) | Posizione massima |
| ----------------- | ----------------- |
| Australia         | 11                |
| Austria           | 70                |
| Canada            | 8                 |
| Irlanda           | 12                |
| Lituania          | 42                |
| Nuova Zelanda     | 5                 |
| Paesi Bassi       | 44                |
| Portogallo        | 10                |
| Regno Unito       | 13                |
| Slovacchia        | 93                |
| Stati Uniti       | 2                 |
| Svezia            | 66                |
| Svizzera          | 34                |